# Sphingonotus capensis
Sphingonotus capensis är en insektsart som beskrevs av Henri Saussure 1884. Sphingonotus capensis ingår i släktet Sphingonotus och familjen gräshoppor. Inga underarter finns listade i Catalogue of Life.